# Libra de Santa Helena
A libra de Santa Helena é a moeda das ilhas atlânticas de Santa Helena e Ascensão, que são partes constituintes do território britânico ultramarino de Santa Helena, Ascensão e Tristão da Cunha. É fixado em paridade com a libra esterlina e, como tal, ambas as moedas são comumente aceitas.
Tristão da Cunha, a terceira parte do território, adotou oficialmente a libra esterlina. No entanto, ocasionalmente existem moedas comemorativas cunhadas para a ilha.

## Historia
Inicialmente, a libra esterlina circulava em Santa Helena, com a libra subdividida em 20 xelins, e cada um em 12 pence.
Isso foi complementado por questões locais ocasionais de moedas de papel. Uma moeda, um halfpenny de cobre, também foi batida especificamente para uso nas ilhas em 1821, que se misturava com a moeda britânica. As notas foram denominadas em libras e xelins e avaliadas em libras esterlinas ao par.
Antes de fevereiro de 1961, a libra sul-africana, que era então igual em libras esterlinas, também era aceita na ilha, mas isso parou com a introdução do novo rand sul-africano decimal, a medida que um rand valia apenas dez xelins.
Em 1976, o governo de Santa Helena começou a emitir novas notas para uso na ilha, com a introdução de moedas de circulação destinadas a Santa Helena e a Ascensão a partir de 1984. O uso dessas moedas e notas estendeu-se da ilha de Santa Helena e Ascensão para Tristão da Cunha.

## Moedas

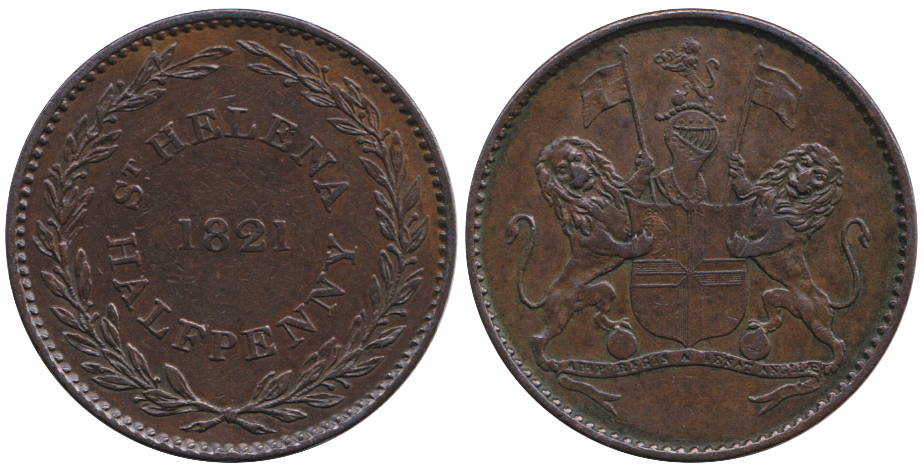
Um meio penny da Companhia Britânica das Índias Orientais cunhado para a ilha em 1821.

As primeiras moedas foram introduzidas em 1821, nas quais meias moedas de cobre foram emitidas para Santa Helena pela Companhia Britânica das Índias Orientais e usadas para melhorar a influência da Companhia na área. Durante esse período, a ilha também foi usada como um terreno penal para prisioneiros políticos de alto escalão, incluindo Napoleão Bonaparte. A cunhagem de moedas para Santa Helena não foi emitida por mais de 163 anos, durando até 1984.
Antes de 1984, tanto Santa Helena quanto a Ilha da Ascensão haviam emitido moedas comemorativas não circulantes, mas usavam moedas de circulação britânicas oficialmente.
Em 1984, as moedas de circulação foram cunhadas pela primeira vez com os nomes de Santa Helena e Ascensão nas denominações de 1, 2, 5, 10 e 50 centavos e 1 libra. A série de moedas foi projetada pelo gravador e designer de moedas Michael Hibbit. Todas as moedas têm o mesmo tamanho e composição que as moedas britânicas correspondentes e são valorizadas como a libra britânica. Cada moeda representa a flora e fauna únicas da ilhas. As moedas e notas de Santa Helena e Ascensão também estão em uso na ilha de Tristão da Cunha, juntamente com moedas e notas britânicas. Ela não está incluída na série pelo nome, pois a ilha Tristão da Cunha não foi originalmente incorporada politicamente à Colônia de Santa Helena e Ascensão no momento do lançamento oficial da moeda. Edições posteriores ainda precisam incluir o nome de Tristão da Cunha como território incorporado. Tristão da Cunha ainda considera a libra britânica como sua moeda oficial.
Também existem comemorativos não circulantes e edições não oficiais de moedas com o nome de Tristão da Cunha, bem como a ilha desabitada de Gough, mas não são reconhecidas.
A efígie da rainha Elizabeth foi redesenhada na maioria das moedas de 1991, seguida pelo restante em 1998. As moedas de 20 pence circularam pela primeira vez em 1998, e as moedas de 5 e 10 pences mais antigas foram substituídas por edições menores, apresentando novos desenhos de animais. No entanto, os 50 centavos não foram reduzidos até 2003. Até aquele momento, os 50 centavos de tamanho maior e originais continuavam circulando antes de serem eliminados. Em 2002, foram introduzidas moedas de 2 libras de níquel-latão para substituir a nota, e moedas bimetálicas de 2 libras também foram introduzidas pela primeira vez nas ilhas no ano seguinte. As inscrições da borda das moedas de 2 libras são (em maiúsculas) "500 anos" para a moeda de 2002 e "Leal e fiel" para a moeda de 2003.
Todas as moedas de circulação têm no lado anverso um retrato da cabeça da rainha Elizabeth II, "rainha Elizabeth II", "Santa Helena • Ascensão" e o ano escrito. Muitas das moedas comemorativas ao longo dos anos, porém, só escreveram "Santa Helena" ou "Ilha da Ascensão".
Alguns dos designs reversos de moedas mudaram desde 1984. As cinco moedas de um centavo emitidas antes de 1998 mostravam a tarambola de Santa Helena (o pássaro-arame, que é o pássaro nacional de Santa Helena), enquanto as dez moedas de dez centavos emitidas antes de 1998 mostravam orquídeas.

## Crédito
O único banco em Santa Helena e Ascensão é o Banco de Santa Helena. Todas as contas deste banco usam libras como moeda, o que pode ser considerado libra de Santa Helena, uma vez que as notas de SHP são dadas no momento da retirada. Todas as transferências internacionais devem ser feitas em libras esterlinas, euros, rands sul-africanos ou dólares dos Estados Unidos. O uso do cartão de crédito pelos visitantes da ilha terá GBP como moeda. Isso significa que as PCHs não existem como moeda de transferência fora das ilhas.

## Taxas de câmbio
O Banco de Santa Helena publica as taxas de câmbio usadas para sua troca de moeda. A taxa de câmbio da SHP em relação à GBP é, por definição, 1: 1, embora possam ser aplicadas taxas de câmbio ou transferência.